# هنري جونيور إندونغ
هنري جنيور إندونغ (بالفرنسية: Henry Ndong)‏ (مواليد 23 أغسطس 1992) هو لاعب كرة قدم غابوني في مركز الدفاع . لعب سابقاً لصالح نادي الحجاز السعودي .

## إحصائيات

### النادي
- 2010–2012  بيتام
- 2012–  أوكسير

### المنتخب
تحديث 1 أغسطس 2012
- 2011–  الغابون (مباراة واحدة)

## روابط خارجية
- هنري جونيور إندونغ على موقع قاعدة بيانات كرة القدم.إي يو (الإنجليزية)
- هنري جونيور إندونغ على موقع ناشيونال فوتبول تيمز (الإنجليزية)
- هنري جونيور إندونغ على موقع Soccerway.com (الإنجليزية)
- هنري جونيور إندونغ على موقع أوليمبيديا (الإنجليزية)